# 하마르티아

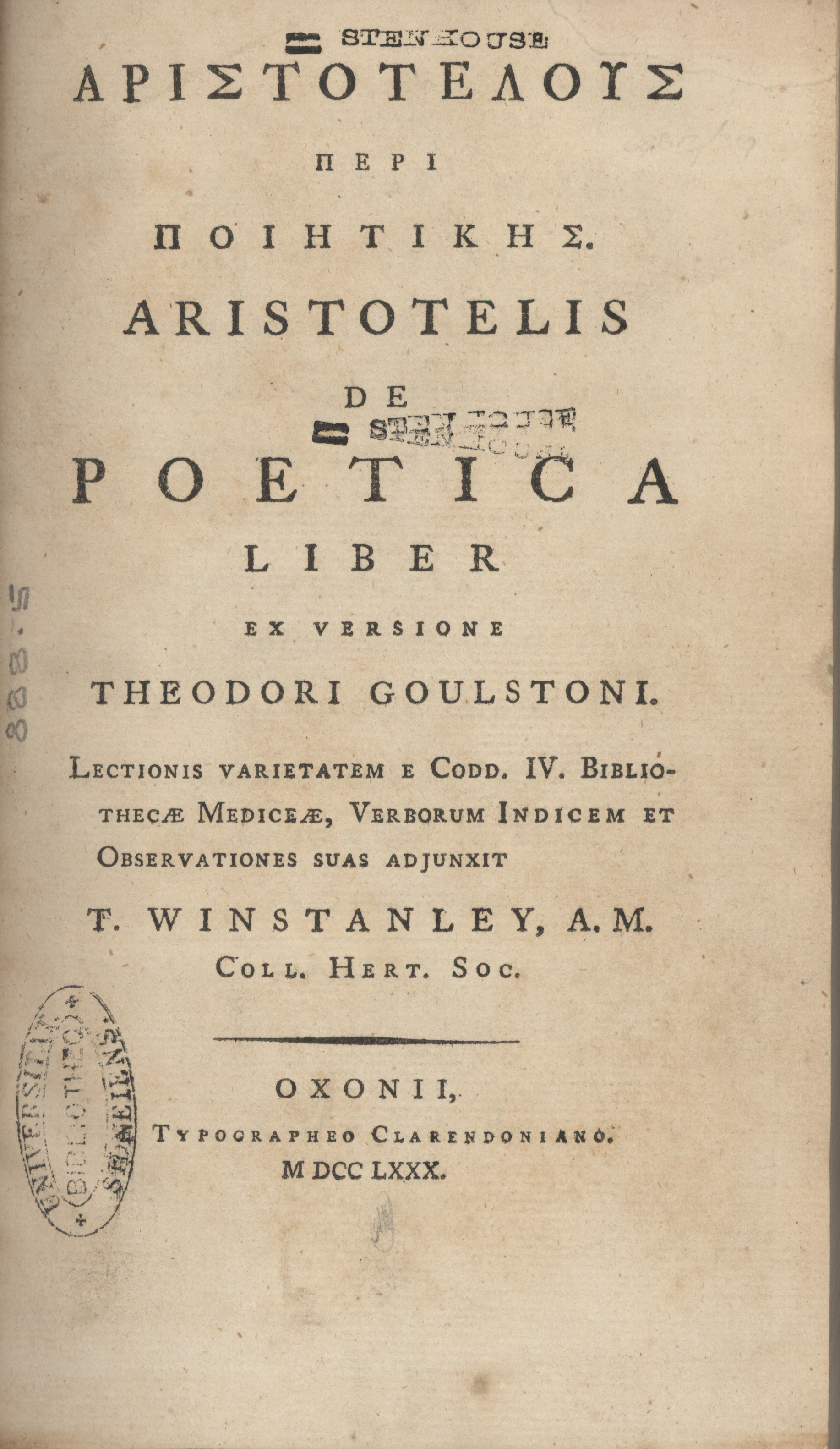
아리스토텔레스 《시학》의 첫 장

하마르티아(고대 그리스어: ἁμαρτία)는 "표적을 빗나가다" 또는 "잘못을 저지르다"를 의미하는 하마르타네인(ἁμαρτάνειν)에서 비롯된 말로, 흔히 등장인물의 결함이나 단점을 묘사하고, 이것을 잠재적 몰락의 원인으로 그려내는 것을 일컫는다고 한다. 기독교 신학에서도 사용되지만 주로 그리스 비극과 관련이 있다. 일부 비평가들은 어원을 들어 이 용어가 단지 비극적이지만 우연한 사고나 실수를 가리키며, 그로 인해 파괴적인 결과가 초래되기는 하나 등장인물의 성격에 대한 판단은 내포하지 않는다고 주장한다.

## 정의
희곡과 관련된 하마르티아라는 용어는 아리스토텔레스가 《시학》에서 처음 사용했다. 비극에서 하마르티아는 일반적으로 주인공이 저지르는 과오를 뜻하며, 행복에서 재앙으로 이어지는 사건의 전환을 초래하는 연쇄적인 행동으로 이어진다.
과오나 결함으로 간주되는 것은 다양하며, 무지로 인한 과오, 판단의 오류, 성격의 내재적 결함, 또는 잘못된 행동 등이 포함될 수 있다. 이처럼 의미의 스펙트럼이 다양하여 비평가와 학자들 사이에 논쟁을 불러일으켰고, 극작가들 사이에서도 서로 다른 해석이 나타나게 되었다.

## 아리스토텔레스의 《시학》
문학 비평에서 하마르티아는 아리스토텔레스가 《시학》에서 처음 설명했다. 아리스토텔레스가 설명한 바에 따르면, 하마르티아의 근원은 등장인물의 성격과 그 인물의 행동이나 태도가 교차하는 지점에 있다.
연극에서 등장인물의 성격이란 행위자들의 도덕적 목적, 즉 그들이 추구하거나 회피하는 종류의 것을 드러내는 것이다.
프랜시스 퍼거슨은 《시학》의 S. H. 부처 번역본 서문에서 하마르티아를 다음과 같이 설명한다. 하마르티아는 주인공 내면의 특질로서, 단테의 말을 빌리자면 주인공 내면에서 "영혼의 움직임"을 일으켜 비극적 결말로 이어지는 행동을 하게 만든다. 이는 관객들 사이에서 연민과 공포가 점차 쌓이게 하여 결국 이러한 감정들이 정화되는, 즉 카타르시스에 이르게 한다.
그러나 쥘 브로디는 이렇게 주장한다. "비극적 결함이라는 개념이 아리스토텔레스의 하마르티아 개념에서 유래했다는 것은 극도로 아이러니하다. 이 문제적 단어가 어떤 의미로 받아들여지든, 그것은 결점, 악덕, 죄, 도덕적 결함 등의 개념과는 무관하다. 하마르티아는 도덕적으로 중립적이고 비규범적인 용어로, '표적을 빗나가다', '목표에 미치지 못하다'를 의미하는 동사 하마르타네인에서 파생되었다. 그리고 확장된 의미로는 의도한 목적지가 아닌 다른 곳에 도달하는 것, 실수를 하는 것을 뜻하는데, 이때의 실수는 도덕적 실패가 아닌, 한 가지를 다른 것으로 착각하거나 어떤 것을 그 반대로 여기는 것과 같은 비판단적 의미이다. 하마르티아는 무지로 인한, 혹은 필수적인 정보의 결여로 인한 판단의 오류를 의미할 수 있다. 마지막으로 하마르티아는 단순히 어떤 이유에서든 성공이 아닌 실패로 끝나는 행위로 볼 수 있다."
그리스 비극에서 이야기가 "적절한 규모"를 갖추려면 높은 지위나 명성, 혹은 좋은 운명을 가진 등장인물들이 필요하다. 주인공이 너무 존경할 만하거나 너무 사악하면, 그들의 운명 변화는 카타르시스에 필요한 이상적인 비율의 연민과 공포를 불러일으키지 못한다. 여기서 아리스토텔레스는 하마르티아를 이러한 최적의 균형을 만들어내는 비극적 영웅의 특질로 설명한다.

## 비극적 결함, 비극적 과오, 그리고 신의 개입
아리스토텔레스는 《시학》에서 하마르티아를 언급한다. 그는 부유하고 강력하며, 특별히 덕망 있지도 사악하지도 않은 영웅이 실수나 과오(하마르티아)로 인해 불운에 빠지는 이야기가 강력한 서사적 장치라고 주장한다. 학자들 사이의 논의는 주로 하마르티아가 '비극적 결함'과 '비극적 과오' 중 어느 쪽으로 정의되어야 하는지에 집중되어 있다.

### 결함에 대한 비평적 논의
시적 정의란 극작가가 철학자나 성직자와 마찬가지로 자신의 작품을 통해 도덕적 행동을 증진해야 한다는 의무를 말한다. 18세기 프랑스 극작 양식은 하마르티아를 징벌받아야 할 악덕으로 사용함으로써 이러한 의무를 지켰다. 에우리피데스의 《히폴리토스》를 각색한 라신의 《페드르》는 하마르티아를 악덕 징벌의 수단으로 사용한 프랑스 신고전주의의 예시이다. 장 라신은 《페드르》의 서문에서 다음과 같이 말한다(R.C. 나이트의 번역).
사랑의 결점들은 실제 결점으로 다뤄진다. 정념들은 오로지 그것이 만들어내는 모든 파괴를 보여주기 위해서만 제시된다. 그리고 악덕은 어디서나 그 추악한 면모가 인식되고 혐오될 수 있도록 그러한 색조로 그려진다.
이 연극은 왕가의 비극적 이야기이다. 주요 등장인물들의 각각의 악덕—분노, 정욕, 질투—는 그들을 비극적 몰락으로 이끈다.

### 과오에 대한 비평적 논의
이자벨 하이드는 1963년 《현대 언어 리뷰》(Modern Language Review)에 실린 논문 《비극적 결함: 그것은 비극적 과오인가?》(The Tragic Flaw: Is it a Tragic Error?)에서 하마르티아를 비극적 결함으로 보는 20세기의 해석사를 추적하며, 이것이 잘못된 해석이라고 주장한다. 하이드는 하마르티아를 과오와 "성격의 결함" 모두로 해석한 부처의 《시학》 해석을 언급한다. 하이드는 부처가 각주에서 자신의 두 번째 정의를 수정하면서, 행동의 결함을 설명하는 데 있어 이것이 "자연스러운" 표현이 아니라고 한 점을 지적한다. 하이드는 1904년 A.C. 브래들리의 《셰익스피어의 비극》(Shakespearean Tragedy)에서 나온 또 다른 설명이 오해의 소지가 있다고 주장한다.
...비교적 무고한 주인공도 우유부단함, 성급함, 교만, 경솔한 신뢰, 지나친 단순함, 성적 감정에 대한 지나친 민감성 등과 같은 어떤 뚜렷한 불완전함이나 결함을 보여준다... 그의 약점이나 결함은 그에게서 감탄할 만한 모든 것과 너무나 밀접하게 얽혀있다...
하이드는 《햄릿》과 《오이디푸스왕》을 비롯한 유명한 비극 작품들의 여러 예시를 통해 하마르티아를 비극적 결함으로 다루는 해석상의 함정들을 설명해나간다.
하이드는 학생들이 흔히 "지나치게 생각하는 것"을 이야기 속 햄릿의 죽음을 결정짓는 비극적 결함이라고 말한다고 지적한다. 하지만 이러한 생각은 햄릿이 충동적이고 폭력적으로 행동하는 순간들을 설명하지 못한다. 또한 이는 비극을 피하기 위해서는 햄릿이 당장 클로디어스를 살해했어야 했다는 논리로 이어지는데, 하이드는 이것이 문제가 있다고 주장한다.
《오이디푸스 왕》에서 하이드는 삼거리에서의 오이디푸스의 성급한 행동이나 자신의 지성에 대한 신뢰가 운명의 전환을 좌우하는 특질이라는 생각은 불완전하다고 본다. 대신 비극적 결말로 이어지는 그의 모든 결정들을 고려할 때, 그의 몰락의 근간은 자신의 부모의 진정한 정체성에 대한 무지에 있다. 성격의 결함이 아닌, 정보의 부재에 기반한 오이디푸스의 과오가 더 완전한 해석이다.
레온 골든은 1978년 《고전 세계》(Classical World)에 실린 논문 《하마르티아, 아테, 그리고 오이디푸스》(Hamartia, Atë, and Oedipus)에서 하마르티아의 정의를 도덕적인 것(결함)과 지적인 것(과오)을 잇는 스펙트럼 상 어디에 위치시켜야 하는지를 검토한 연구들을 비교한다. 그의 목적은 아테, 즉 신의 개입이 하마르티아에서 어떤 역할을 하는지, 혹은 역할이 있는지를 재검토하는 것이다. 부처의 《시학》 번역은 하마르티아를 "하나의 큰 과오"와 "성격의 하나의 큰 결함" 모두로 언급하여, 비평가들의 논쟁을 불러일으켰다.
20세기 중반의 학자 필립 W. 하시는 하마르티아를 비극적 결함으로 보며, 오이디푸스가 삼거리에서의 조우에 분노와 살인으로 과도하게 반응할 때 자신의 몰락에 대한 어느 정도의 도덕적 책임을 지고 있다고 본다. 반면 반 브람은 오이디푸스의 하마르티아에 대해 "그 개인에게 귀속되는 특정한 죄가 아니라, 맹목적으로 자신의 지성의 빛을 따르는 보편적 인간의 죄"라고 지적한다. 그는 비극의 정의적 특징은 고통받는 자가 의식적인 도덕적 실패 없이 자신의 고통의 주체가 되어야 비극적 아이러니가 창조된다고 덧붙인다.
O. 헤이의 관찰도 이러한 입장에 속한다. 그는 이 용어가 주인공이 도덕적으로 선의를 가지고 수행한 행동을 가리키지만, 핵심적인 정보가 결여되어 있었기에 그 행동이 재앙적 결과를 초래하게 된다고 지적한다. J.M. 브레머 역시 아리스토텔레스와 호메로스에서의 용례에 집중하여 그리스 사상에서의 하마르티아에 대한 철저한 연구를 수행했다. 그의 발견은 하이드와 마찬가지로 하마르티아를 도덕적 실패가 아닌 지적 과오로 보게 했다.

### 신의 개입에 대한 비평적 논의
J. M. 브레머와 도우는 모두 신들의 의지가 아리스토텔레스적 하마르티아의 요소가 될 수 있다고 결론 내린다. 골든은 이에 동의하지 않는다. 브레머는 《오이디푸스왕》의 전령이 "그는 분노에 차 있었다 - 어둠의 힘 중 하나가 길을 가리키고... 누군가가, 무언가가 그를 이끌어 - 그는 두 개의 문을 향해 돌진했고, 문틀에서 볼트를 비틀어 뽑아내며 방 안으로 돌진했다"라고 말하는 것을 지적한다. 브레머는 소포클레스가 오이디푸스가 "어둠의 힘"에 사로잡혔다고 언급한 것을 신적 혹은 악마적 힘의 인도에 대한 증거로 든다.
도우의 주장은 비극 작가들이 다루는, 주인공의 몰락이 비롯될 수 있는 네 가지 영역을 중심으로 한다. 첫째는 운명이고, 둘째는 분노한 신의 진노이며, 셋째는 인간 적의 존재이고, 마지막은 주인공의 나약함이나 과오이다. 도우는 플롯의 전개가 아리스토텔레스의 견해에 따라 연쇄적으로 이루어지는 한, 비극적 결말은 신의 계획의 결과일 수 있다고 주장한다.
골든은 테이레시아스의 경고에도 불구하고 자신의 지성을 신뢰한 것이 오이디푸스의 비극적 과오라는 반 브람의 견해를 인용하며, 이것을 신의 조종보다는 인간의 과오를 보여주는 논거로 든다. 골든은 하마르티아가 도덕성의 요소를 포함할 수는 있으나 주로 지성의 문제를 가리킨다고 결론 내린다. 그의 연구는 도우와 브레머의 견해와 대립하면서, 신의 응보라는 개념을 하마르티아와 별개의 것으로 본다.

## 기독교 신학에서
하마르티아는 70인역과 신약성서에서 사용되었기 때문에 기독교 신학에서도 사용된다. 히브리어(하타)와 그에 상응하는 그리스어(하마르티아) 모두 "표적을 빗나가다" 또는 "표적에서 벗어나다"를 의미한다.
하마르티아의 네 가지 기본적 용례는 다음과 같다.
1. 하마르티아는 때때로 로마서 5:12 "모든 사람이 죄를 지었다"에서처럼 "생각과 감정, 또는 말과 행동에서 누락이나 실행으로 인한" 죄의 행위를 의미한다.[26]
2. 하마르티아는 때때로 인류의 선천적 죄성, 즉 원죄를 초래한 인간의 본래적 의로움으로부터의 타락에 적용된다.[5][27] 예를 들어 로마서 3:9에서처럼 모든 사람이 "죄의 권세 아래에 있다".[28]
3. 세 번째 적용은 "육신의 연약함"과 죄악된 행위를 저항할 수 있는 자유의지에 관한 것이다. "인류의 원초적 죄의 성향은 육신의 연약함에서 비롯된다."[29]
4. 하마르티아는 때때로 "의인화"된다.[30] 예를 들어 로마서 6:20은 하마르티아(죄)의 노예가 되는 것을 말한다.

## 더 읽어보기
- Anderson, Michael (October 1970). “Knemon's Hamartia”. 《Greece & Rome》 17 (2): 199–217. doi:10.1017/S0017383500017897. JSTOR 642764. S2CID 163239914.
- Bremer, J.M. "Hamartia". Tragic Error in the Poetics of Aristotle and in Greek Tragedy. Amsterdam, Adolf M. Hakkert, 1969.
- Cairns, D. L. Tragedy and Archaic Greek Thought. Swansea, The Classical Press of Wales, 2013.
- Dawe, R. D. (1968). “Some Reflections on Ate and Hamartia”. 《Harvard Studies in Classical Philology》 72: 89–123. doi:10.2307/311076. JSTOR 311076.
- Golden, Leon (1978). “Hamartia, Ate, and Oedipus”. 《The Classical World》 72 (1): 3–12. doi:10.2307/4348969. JSTOR 4348969.
- Hyde, Isabel (1963). “The Tragic Flaw: Is It a Tragic Error?”. 《The Modern Language Review》 58 (3): 321–325. doi:10.2307/3721422. JSTOR 3721422.
- Hugh Lloyd-Jones, The Justice of Zeus, University of California Press, 1971, p. 212.The function of tragedy is to arose the emotions of pity and fear in the spectators.
- Moles, J. L. (1984). “Aristotle and Dido's Hamartia”. 《Greece & Rome》 31 (1): 48–54. doi:10.1017/S0017383500027881. JSTOR 642369. S2CID 162907360.
- Stinton, T. C. W. (1975). “Hamartia in Aristotle and Greek Tragedy”. 《The Classical Quarterly》 25 (2): 221–254. doi:10.1017/S0009838800030068. JSTOR 638320. S2CID 170915434.